# Saur Dalchatowitsch Gekkijew

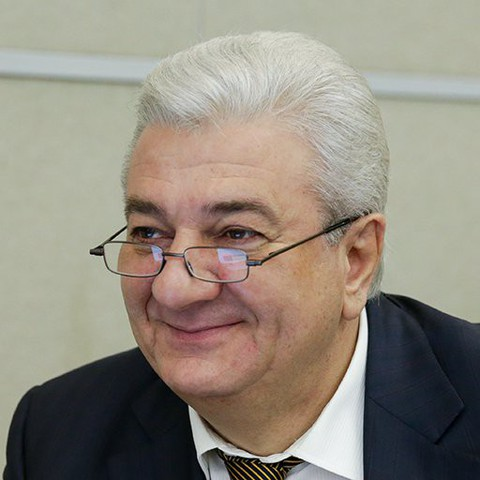
Saur Dalchatowitsch Gekkijew

Saur Dalchatowitsch Gekkijew (russisch Заур Далхатович Геккиев; * 12. Februar 1961 im Dorf Laschkuta, Elbrusskij Rajon, Kabardino-Balkarische Autonome Sozialistische Sowjetrepublik, RSFSR, UdSSR) ist ein russischer Politiker und Staatsmann. Seit 2011 sitzt er als Abgeordneter in der Duma.

## Leben
Gekkijew hat insgesamt drei Hochschulabschlüsse. 1983 absolvierte er das Studium am Kabardino-Balkarischen Agrar- und Meliorationsinstitut, 1992 am Nordkaukasischen sozial-politischen Institut und 2000 an der Staatlichen Universität von Kabardino-Balkarien.
Zwischen 1982 und 1985 war Gekkijew im Komsomol, der Jugendorganisation der KPdSU tätig. Von 1987 bis 1993 war er als Instrukteur der Abteilung für Organisationsarbeit des Stadtbezirkskomitees der KPdSU in Naltschik tätig. 
Zwischen 1993 und 2011 saß Gekkijew als Abgeordneter im Parlament der Kabardino-Balkarischen Teilrepublik. 
Seit 2011 ist Gekkijew Abgeordneter der Staatsduma und vertritt dort die Fraktion "Einiges Russland".